# Pie in the Sky (film)
Pie in the Sky is een romantische komedie uit 1996 geschreven en geregisseerd door Bryan Gordon, met in de hoofdrollen Anne Heche, Josh Charles en John Goodman.

## Verhaal
Charlie Dunlap is van jongs af aan gegrepen door het verkeer. 
Zijn grootste droom is om later net zo goed te worden als zijn idool Alan Davenport (een radio-verkeer verslaggever). 
Op de weg naar de verwezenlijking van zijn droom, wordt hij verliefd op Amy.
Amy is een vrijgevochten en wispelturige jongedame. Ze beginnen een relatie, maar die houdt geen stand. Charlie verhuisd naar LA, daar waar Alan Davenport werkt. 
Op het moment dat zijn droom uit lijkt te komen, komt hij Amy weer tegen. Dit compliceert alles, maar uiteindelijk wordt hij een radio-verkeer verslaggever In Parijs met Amy aan zijn zijde.

## Rolverdeling
| Acteur             | Personage      |
| ------------------ | -------------- |
| Anne Heche         | Amy            |
| Josh Charles       | Charlie Dunlap |
| John Goodman       | Alan Davenport |
| Christine Lahti    | Ruby           |
| Christine Ebersole | Moeder Dunlap  |
| Peter Riegert      | Vader Dunlap   |
| Wil Wheaton        | Jack           |
| Bob Balaban        | Paul           |
| Larry Holden       | Amy's vriendje |
| David Rasche       | Amy's vader    |